# Paul Nipkow

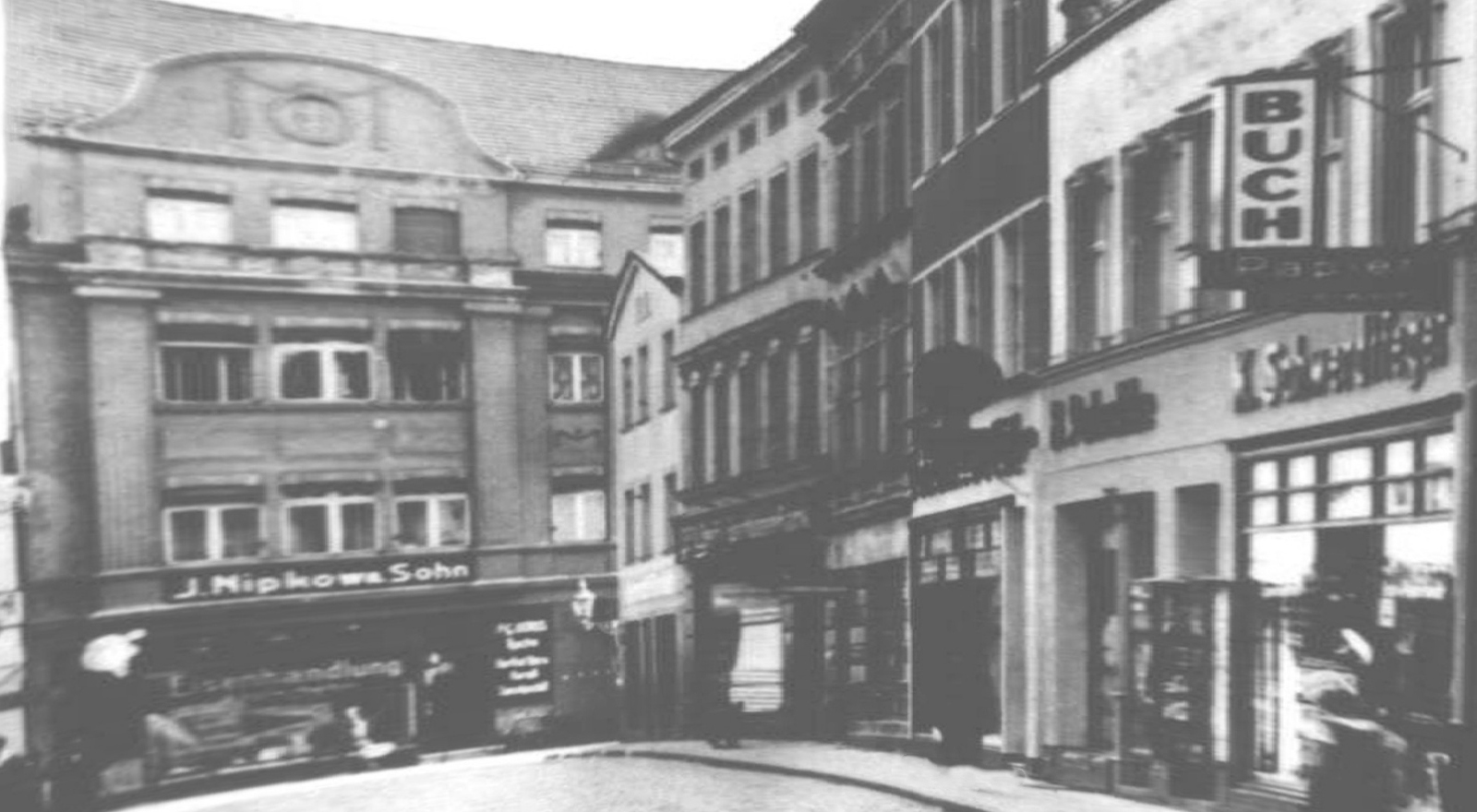
Stary dom Nipkowa

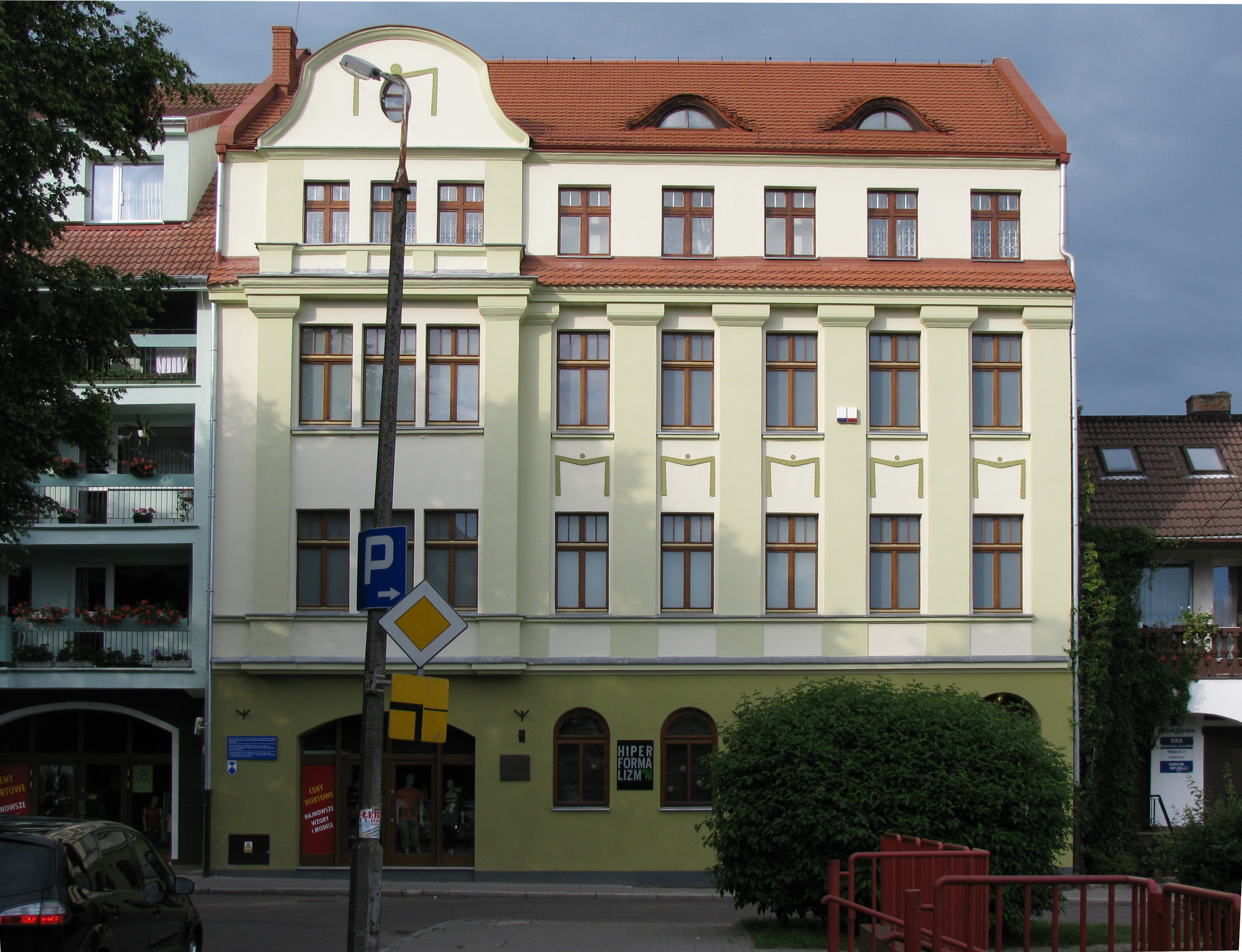
W tym miejscu stał w Lęborku dom, w którym urodził się Paul Nipkow. Stan w 2009 r. kamienica późniejsza- obecnie budynek Muzeum

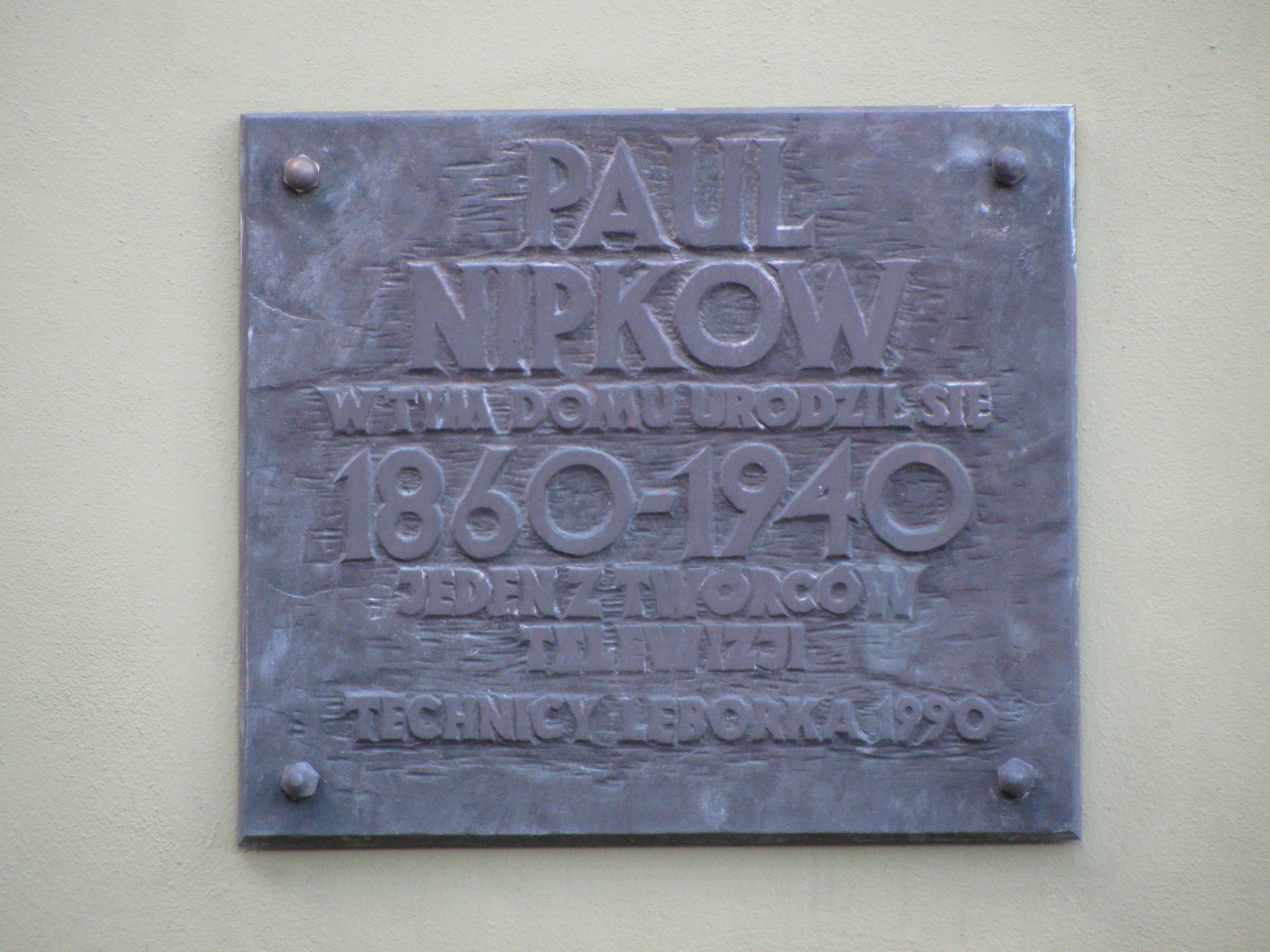
Tablica pamiątkowa na domu Paula Nipkowa w Lęborku.

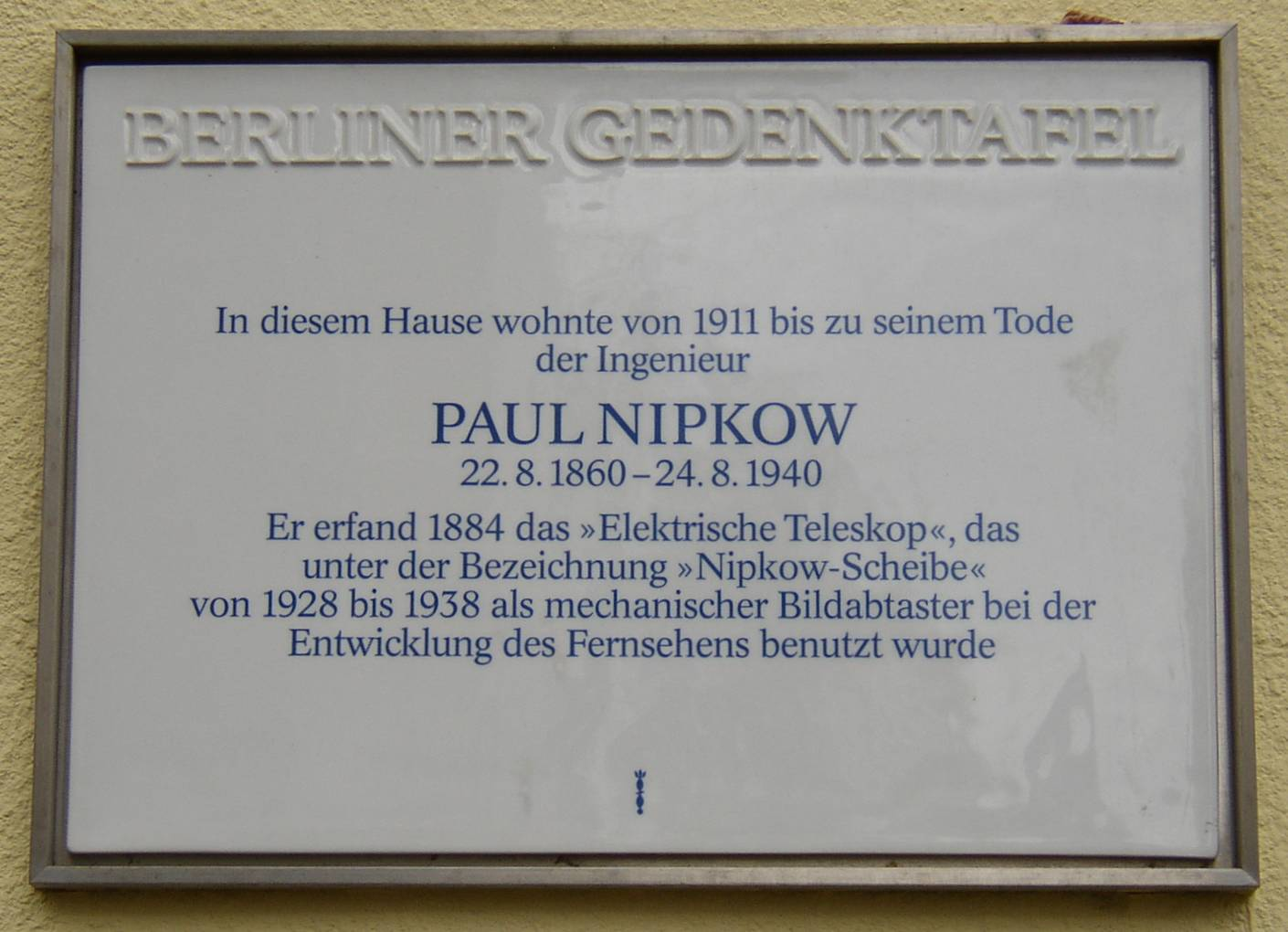
Tablica pamiątkowa na domu Paula Nipkowa w Berlinie.

Paul Julius Gottlieb Nipkow (ur. 22 sierpnia 1860 w Lęborku, zm. 24 sierpnia 1940 w Berlinie) – niemiecki fizyk i inżynier, twórca wynalazku nazywanego tarczą Nipkowa, urządzenia do mechanicznego wybierania obrazu telewizyjnego stanowiącego podstawowy element pierwszych telewizorów i kamer telewizyjnych (telewizja mechaniczna), który umożliwił powstanie współczesnej telewizji.

## Życiorys
Paul Nipkow urodził się w znanej wówczas lęborskiej rodzinie Nipkow o kaszubskim rodowodzie, której przedstawiciele byli przedsiębiorcami, szewcami, piekarzami i piwowarami. Jego ojcem był Friedrich Wilhelm Nipkow (zm. 1882 r.), a matką Therese Auguste Nipkow z domu Magdaliński (zm. 1919 r.). Dzieciństwo i młodość spędził w nieistniejącej już obecnie kamienicy przy ul. Młynarskiej 14, w Lęborku. Naukę pobierał kolejno w szkole podstawowej, męskiej Obywatelskiej Szkole (dzisiejsza ul. Reja) oraz progimnazjum przy ulicy Kossaka, które ukończył w 1879 roku. Edukację kontynuował w gimnazjum w Wejherowie i już wtedy zaczął pracę nad tzw. elektrycznym teleskopem. Później podjął studia w Berlinie na Uniwersytecie Fryderyka Wilhelma na kierunku fizyka. Na studiach prowadził dalej prace nad urządzeniem mającym przesyłać obraz na odległość. Badań nie porzucił nawet w okresie wykonywania zawodu inżyniera w zakładach sygnalizacji kolejowej. Dorobił się szeregu różnych opatentowanych wynalazków, jednak najważniejszym z nich była tarcza (zwana później tarczą Nipkowa). Urządzenie umożliwiało analizę i syntezę obrazu (przetwarzanie obrazu w impulsy elektryczne oraz impulsy elektryczne z powrotem w obraz), stając się podstawowym elementem wynalezionego wiele lat później telewizora.
Wynalazek trafił do niemieckiego urzędu patentowego w styczniu 1884 roku. Do 1938 roku Nipkow był jedynym posiadaczem potwierdzonego wynalazku związanego z technologią przekazu obrazu na odległość, patent ten nigdy jednak nie został wykorzystany komercyjnie. Dopiero prace eksperymentalne Johna Bairda, w których wykorzystywał on wynalazek Nipkowa doprowadziły w 1924 r. do konstrukcji pierwszego prototypu odbiornika telewizyjnego.
Jego imieniem nazwano uruchomioną w 1935 roku telewizję w III Rzeszy, choć do jej uruchomienia wykorzystywano inne technologie niż ta opracowana przez Nipkowa, jednak III Rzesza za wszelką cenę chciała przedstawić ten wynalazek jako czysto niemiecki.

## Przypisy

Tarcza Nipkowa